# COVID-19 в Иране
Во время пандемии коронавируса в 2019–20 годах Иран сообщил о своих первых подтвержденных случаях инфицирования SARS-CoV-2 19 февраля 2020 года в Куме. По данным Министерства здравоохранения Ирана, по состоянию на 31 марта 2020 года в Иране было зарегистрировано 2898 случаев смерти от COVID-19 и 44 605 подтвержденных инфекций. По состоянию на 31 марта 2020 года Иран занимает шестое место по количеству случаев смерти от COVID-19 после Италии, Китая, Испании, США и Франции и десятое место по количеству случаев заболевания SARS-CoV-2 в мире.
Вирус, возможно, был привезен в страну бизнесменом из Кума, побывавшем в Китае. Иран стал центром распространения вируса на Ближнем Востоке, причем, по состоянию на 29 февраля, более десяти стран заявляют о проникновении вируса из Ирана на их территорию. Действия правительства включают отмену общественных мероприятий и пятничных молитв, закрытие школ, университетов, торговых центров и базаров, а также исламских святынь, а также запрет празднования фестивалей. Также были объявлены экономические меры, чтобы помочь семьям и бизнесу. Правительство отклонило планы изолировать целые города и районы, и интенсивное движение между городами продолжалось до Новруза, несмотря на намерение правительства ограничить поездки. Позже правительство объявило запрет на поездки между городами после увеличения числа новых случаев.
По оценкам некоторых неправительственных источников, число смертей от COVID-19 намного выше официальных значений. Правительство Ирана также обвиняется в сокрытии, цензуре и бесхозяйственности. Тем не менее, Всемирная организация здравоохранения заявляет, что у нее не было проблем с сообщенными данными Ирана, хотя позднее представитель ВОЗ указал, что только пятая часть случаев может быть выявлена в Иране, поскольку первоначально тестирование ограничивалось только тяжелыми случаями.
Широкое распространение вируса в Иране связывают со слабой реакцией властей после получения первых сообщений о вспышке заражения. Так, Верховный лидер Ирана Али Хаменеи заявил о том, что COVID-19 «не такая уж большая проблема для Ирана» и призвал лечиться от него с помощью молитвы. Он также обвинил западные СМИ в раздувании истерии с целью сорвать парламентские выборы в Иране. Президент Ирана Хасан Рухани также заверил, что «всё вернется в норму к 29 февраля» и призвал людей участвовать в парламентских выборах, заявив при этом что карантин вводится не будет. Представитель Министерства здравоохранения Ирадж Харирчи (впоследствии сам заболевший COVID-19) заявил, что министерство выступает против введения карантина, так как, по его мнению, карантин является «средневековым методом»
У многих министров и высокопоставленных чиновников Ирана был диагностирован SARS-CoV-2, а также у 23 членов иранского парламента (около 8 % всех депутатов). К 17 марта 2020 года от вируса умерло не менее 12 действующих или бывших иранских политиков и чиновников. Среди известных политических деятелей, скончавшихся от COVID-19 —  Хади Хосрошахи, Мохаммад Мирмохаммади, Хосейн Шейхолеслам, Фатима Рахбар, Реза Мохаммади Лангроуди, Мохаммад-Реза Рахчамани, Насер Шабани, Хашем Батайе Голпаегани, Хамид Кахрам.

## Неофициальные данные
Ряд международных СМИ подвергли критике статистику заражений в стране из-за попытки цензурировать информацию о ситуации в стране. Американская газета The Washington Post опубликовала спутниковые снимки о массовом захоронении недалеко от города Кума. Позже сообщения были опровергнуты властями страны.

## Хронология распространения

### Декабрь 2021
19 декабря 2021 года зафиксирован первый случай заражения омикрон-штаммом коронавируса.

### Январь 2022
На 1 января 2022 года число заражений составило 6 195 403 человека. 131 639 человек скончалось. 6 039 171 человек выздоровел. Проведено около 42 млн. тестов.

## Вакцинация
На 1 января 2022 года вакцинировано первой дозой вакцины 59,8 млн. чел., второй дозой - 52 млн. чел. Бустерная доза введена 7,9 млн. чел.